# Aulamorphus variabilis
Aulamorphus variabilis is een keversoort uit de familie bladkevers (Chrysomelidae). De wetenschappelijke naam van de soort werd in 1909 gepubliceerd door Charles Joseph Gahan.